# Myyrmanni

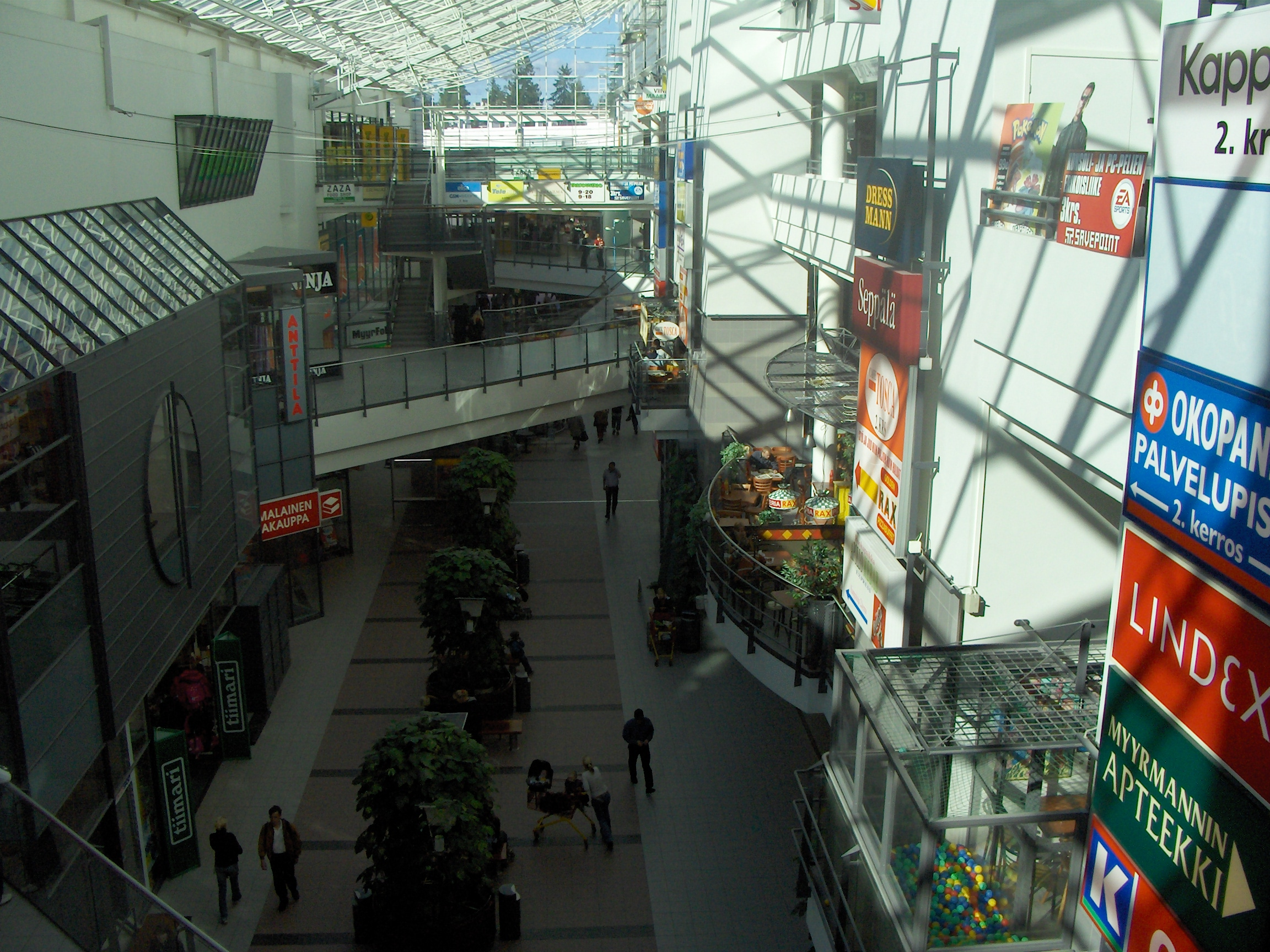
Myyrmanni från insidan

Myyrmanni är ett köpcentrum i Myrbacka, Vanda, utanför Helsingfors. Köpcentret har en affärsyta på 31 600 kvadratmeter. Köpcentret drabbades av ett sprängdåd i oktober 2002, varvid sju personer omkom. 20 000 personer besöker köpcentret dagligen.

## Bomben i Myyrmanni
Den 11 oktober 2002 detonerade en bomb i Myyrmanni. Det var fredagskväll och många var ute för att göra uppköp inför veckoslutet. I köpcentret befann sig ca 2 000 personer och många av dessa var barn som kommit för att se en clown uppträda. Vid 19:30-tiden detonerade en hemmagjord bomb varvid bombens 19-åriga innehavare samt sex andra personer omkom, bland offren ett sjuårigt barn. 80 personer, varav 10 barn, skadades.